# Островнівська сільська рада
Островні́вська сільська рада (рос. Островновский сельский совет) — сільське поселення у складі Мамонтовського району Алтайського краю Росії.
Адміністративний центр — село Островне.

## Історія
2012 року ліквідована Травнівська сільська рада (село Травне), територія увійшла до складу Островнівської сільської ради.

## Населення
Населення — 1402 особи (2019; 1659 в 2010, 2032 у 2002).

## Склад
До складу сільської ради входять:
| Населений пункт | Населення, осіб (2002) | Населення, осіб (2010) |
| --------------- | ---------------------- | ---------------------- |
| Островне, село  | 1388                   | 1224                   |
| Травне, село    | 644                    | 435                    |